# Triunfo (Rio Grande do Sul)
Triunfo is een gemeente in de Braziliaanse deelstaat Rio Grande do Sul. De gemeente telt 25.096 inwoners (schatting 2009).

## Hydrografie
De plaats ligt aan de rivier de Taquari met aan de overzijde São Jerônimo.

## Verkeer en vervoer
De plaats ligt aan de weg BR-470 die hier de rivier oversteekt.